# Dreizackgewächse
Die Dreizackgewächse (Juncaginaceae) sind eine Pflanzenfamilie in der Ordnung der Froschlöffelartigen (Alismatales). Diese kleine Familie enthält nur drei Gattungen. 

## Beschreibung und Ökologie

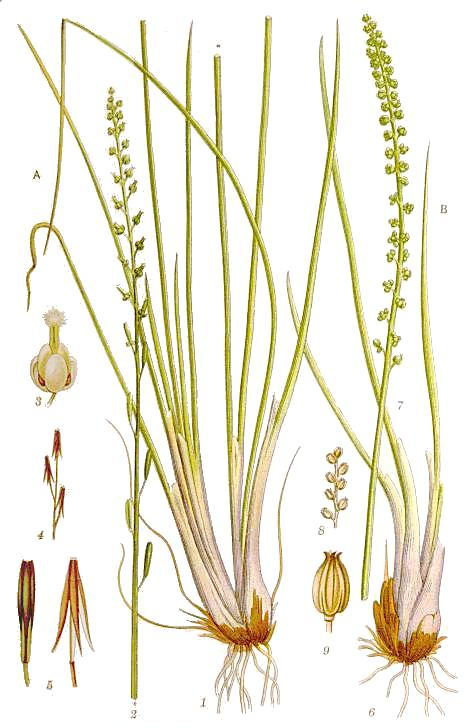
Illustration von Sumpf-Dreizack (Triglochin palustris) A, links und Strand-Dreizack (Triglochin maritima) B, rechts

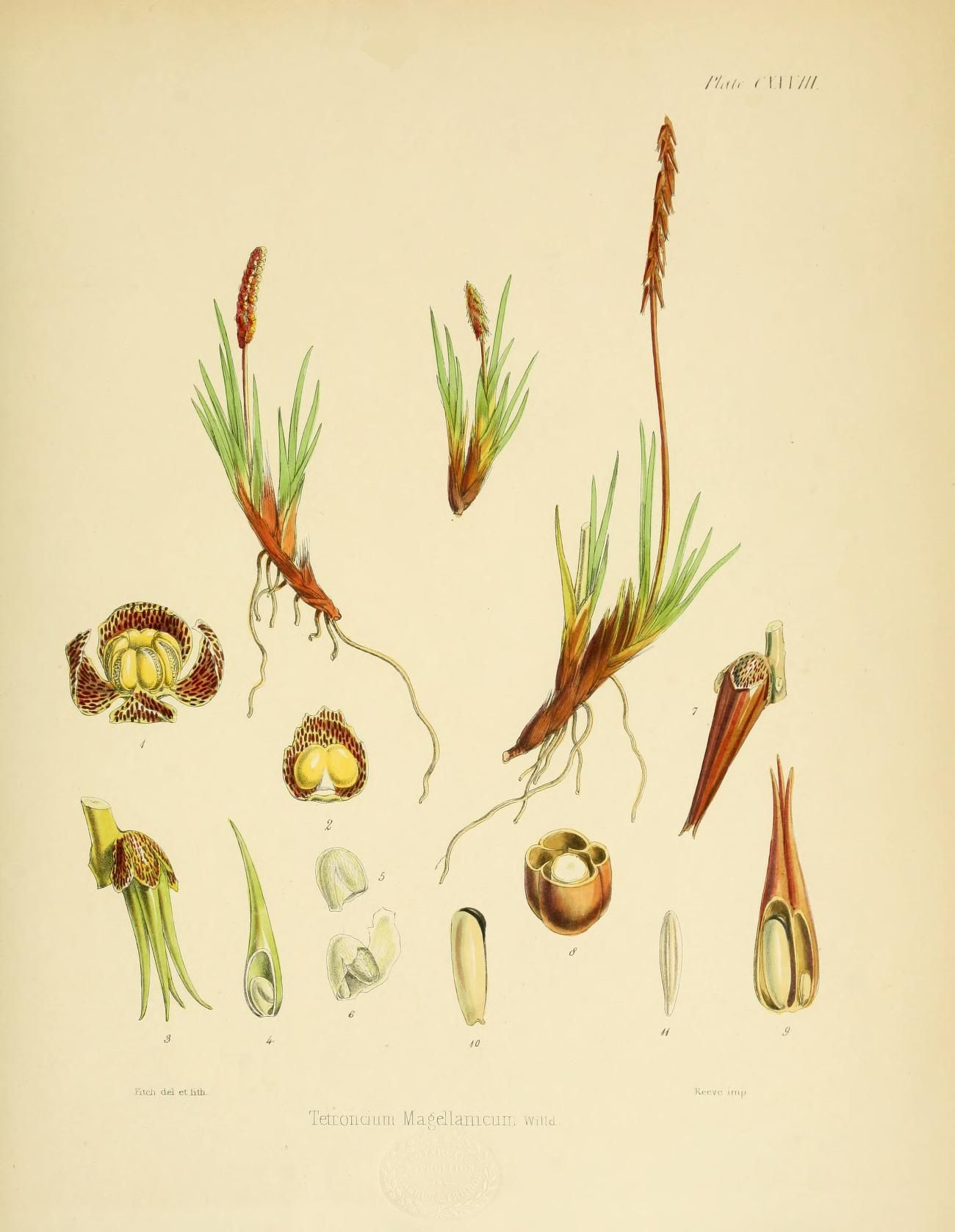
Illustration von Tetroncium magellanicum

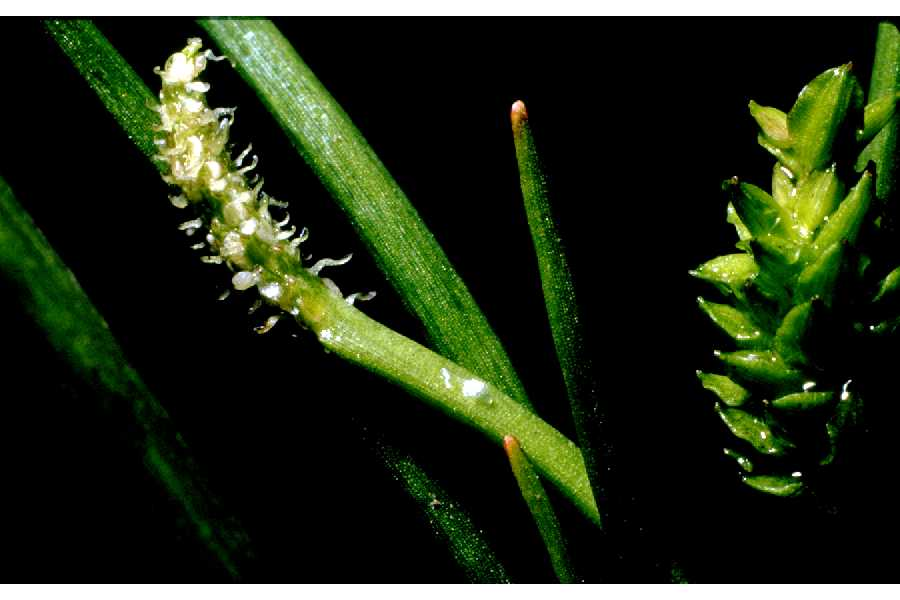
Blütenstände von Triglochin scilloides

### Erscheinungsbild und Laubblätter
Es sind selten einjährige, meist ausdauernde krautige Pflanzen. Diese Marsch- und Sumpfpflanzen bilden Rhizome bis Knollen. Es sind immer emerse Pflanzen, sie wachsen also nicht untergetaucht. Einige Arten sind Halophyten.
Die grundständig und spiralig bis zweizeilig angeordneten Laubblätter sind immer emers. Die mehr oder weniger unifazialen Blattspreiten sind schmal, einfach, linealisch und parallelnervig. Die offenen Blattscheiden sind länger haltbar als die Blattspreiten. Blattstiele sind nie vorhanden. Die Stomata sind meist paracytisch.

### Blütenstände und Blüten
Sie bilden end- oder seitenständig auf einem blattlosen Blütenstandsschaft einen traubigen oder ährigen Blütenstand, selten stehen die Blüten einzeln. Es sind keine Trag- oder Deckblätter vorhanden.
Die Blüten sind meistens zwittrig, selten eingeschlechtig; wenn die Blüten getrenntgeschlechtig sind, dann sind die Arten zweihäusig getrenntgeschlechtig diözisch. Die Blüten sind mehr oder weniger radiärsymmetrisch und ein- (Lilaea), zwei- oder dreizählig. Die grünlichen, weißlichen oder purpurfarbenen, freien Blütenhüllblätter verwelken schnell; selten fehlen Blütenhüllblätter. Die meist drei, vier oder sechs, selten ein oder acht freien Staubblätter sind oft fast sitzend, also fast ohne Staubfaden. Manchmal ist nur ein Fruchtblatt vorhanden; meist sind vier oder sechs oberständigen Fruchtblätter vorhanden; sie können frei bis zu einem Fruchtknoten verwachsen sein. Je Fruchtblatt ist nur eine Samenanlage vorhanden. Es ist höchstens ein kurzer Griffel vorhanden. Die Bestäubung erfolgt durch den Wind (Anemophilie).

### Früchte und Samen
Sie bilden einsamige Balgfrüchte, Nussfrüchte oder Spaltfrüchte. Manchmal werden Sammelfrüchte gebildet. Der Embryo ist gerade.

### Chromosomen
Die Chromosomen sind 0,6 bis 1,1 µm lang. Die Chromosomengrundzahl beträgt x = 6, 8 oder 9.

## Systematik und Verbreitung

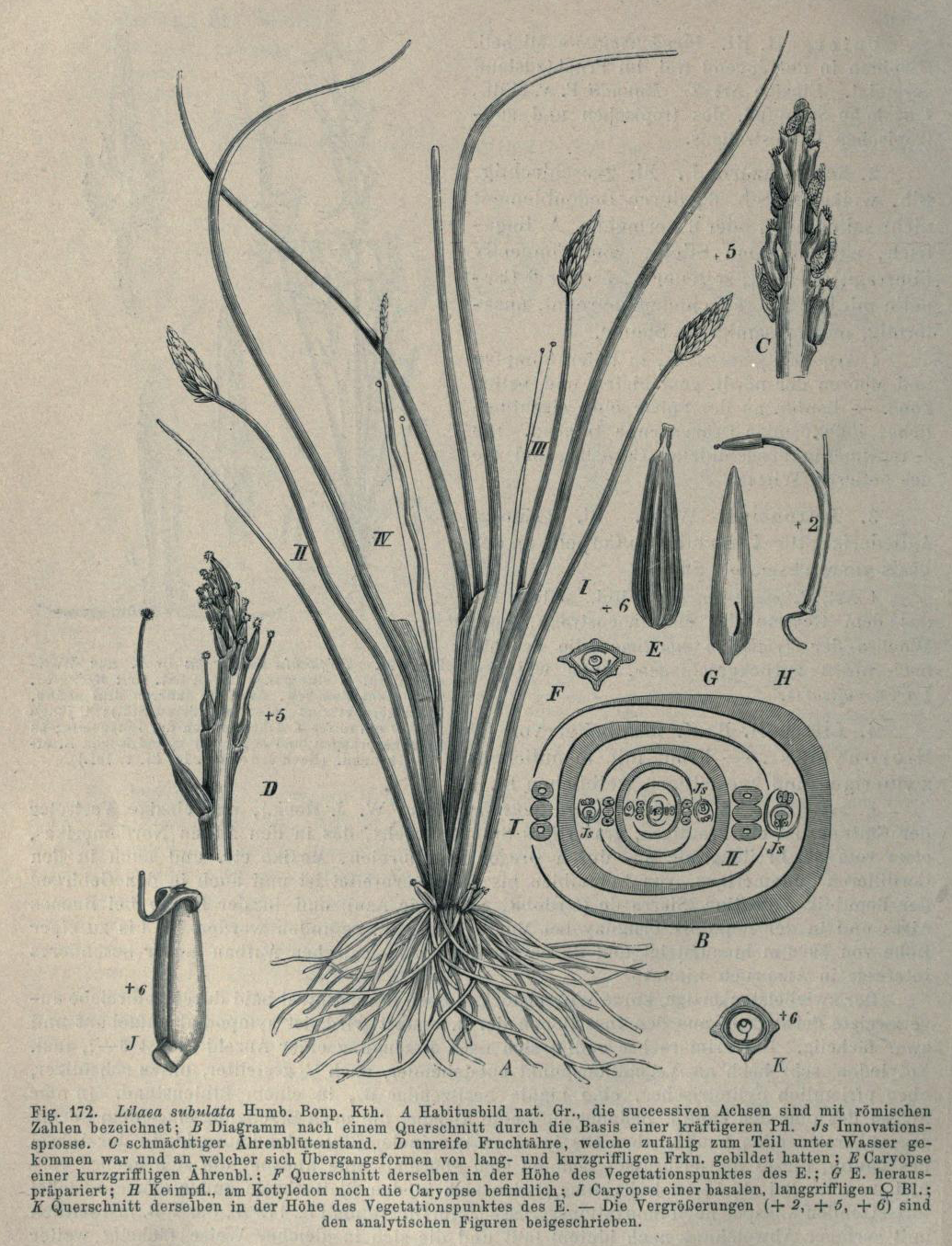
Illustration von Triglochin scilloides

Die Erstveröffentlichung des Familiennamens Juncaginaceae erfolgte 1808 durch Louis Claude Marie Richard. Typusgattung ist Juncago Ség., sie ist heute ein Synonym von Triglochin L. Synonyme für Juncaginaceae Rich. sind: Borboraceae Dulac, Lilaeaceae Dumort., Triglochinaceae Dumort.
Die Verbreitung der Familie Juncaginaceae ist fast weltweit von den arktischen bis zu den tropischen Zonen und von Meeresniveau bis in größere Höhenlagen.
Zur Familie Juncaginaceae gehören nur noch drei Gattungen. Trias-Blasi et al. hatten 2015 noch vier Gattungen gelistet, APG IV haben jedoch 2016 Maundia in eine eigene Familie gestellt.
Zur Familie Juncaginaceae gehören nur noch drei Gattungen mit etwa 15 bis 18 (bis zu 25) Arten:
- Cycnogeton Endl.: Die etwa acht Arten kommen von Neuguinea bis Australien vor.[7]
- Tetroncium Willd.: Sie enthält nur eine Art:
  - Tetroncium magellanicum Willd.: Sie ist in Argentinien und im südlichen Chile in Patagonien sowie auf den Falklandinseln und auf der Gough-Insel verbreitet.[7]
- Dreizacke (Triglochin L., Syn.: Juncago Ség.): Die etwa 25 Arten[7] gedeihen hauptsächlich in den Gemäßigten Breiten, aber auch bis in die Tropen, besonders in oberen Höhenlagen. Sie ist die einzige Gattung dieser Familie in Mitteleuropa.

## Weiterführende Literatur
- Sabine von Mering, Joachim W. Kadereit: Phylogeny, Systematics, and Recircumscription of Juncaginaceae - A Cosmopolitan Wetland Family. In: Diversity, Phylogeny, and Diversity of the Monocotyledons, Aarhus University, 2010, S. 55–79. PDF.